# 10153 Goldman
10153 Goldman (1994 UB) là một tiểu hành tinh vành đai chính được phát hiện ngày 16 tháng 10 năm 1994 bởi D. di Cicco ở Sudbury, Massachusetts.